# 国会パブリックビューイング
国会パブリックビューイング（こっかいパブリックビューイング）とは、日本の国会で行なわれている審議の様子を街頭で上映する活動。また、そうした活動を主催している市民団体の名称。国会PVとも呼ばれる。

## 概要
2018年6月15日、働き方改革関連法案の審議の様子を新橋駅前のSL広場で上映したのが活動の始まりとされる。 法政大学キャリアデザイン学部で教授を務める上西充子のツイートをきっかけに賛同者が集まり、活動が始まった。国会審議の様子を「可視化」することが活動の狙いで、過去には北海道や名古屋市、大阪府など東京都以外の場所でも上映が行なわれている。